# River Fleet
Der River Fleet ist ein Nebenfluss der Themse in London, der heute auf fast seiner gesamten Länge unterirdisch fließt. Seine Quellen liegen im Hampstead Heath und speisen zwei Teiche, die im 18. Jahrhundert zur Trinkwasserspeicherung angelegt wurden. Im Stadtteil Camden Town vereinigen sich die beiden Quellbäche. Der Fluss fließt an den Bahnhöfen King’s Cross und Farringdon vorbei und mündet bei der Blackfriars Bridge in die Themse.
Der obere Bereich des River Fleet nach der Vereinigung der Quellbäche wurde früher auch als Holbourne bezeichnet und gab dem Stadtteil Holborn seinen Namen. Der Name des Flusses stammt vom altenglischen holburna (Bach in einem tiefen Tal) beziehungsweise flēot (Mündung).

## Geschichte
In angelsächsischer Zeit diente der damals fast 100 Meter breite Mündungsbereich als Hafen für Handelsschiffe und Fischerboote. Entlang des Ufers wurden zahlreiche Brunnen gebaut und einigen wie z. B. Bagnigge Well und Clerkenwell wurden heilende Kräfte zugesprochen. Mit dem anhaltenden Wachstum der unmittelbar östlich gelegenen City of London wurde der Fluss mehr und mehr zu einer Kloake. Bereits im 13. Jahrhundert galt das Wasser als verschmutzt. In der Gegend siedelten sich die ärmeren Bevölkerungsschichten an und es entstanden das Fleet-Gefängnis, das Newgate-Gefängnis und das Ludgate-Gefängnis. Zahlreiche Gewerbebetriebe nutzten die Wasserkraft des Fleet.
Nach dem Großen Brand von London im Jahr 1666 schlug Christopher Wren vor, den Fluss zu verbreitern, was jedoch abgelehnt wurde. Stattdessen entstand bis 1680 der New Canal, der jedoch bereits 1737 wieder zugeschüttet wurde. Der Abschnitt zwischen Holborn und der Fleet Street wurde unterirdisch kanalisiert, der Abschnitt bis zur Mündung folgte 1765. Der Bau des Regent’s Canal hatte 1812 die Überdeckung des River Fleet in King’s Cross und Camden zur Folge. Der Bereich in der Nähe der Farringdon Road wurde in den frühen 1860er Jahren beim Bau der Metropolitan Railway überdeckt. Mit der Ausdehnung von Hampstead in den 1870er Jahren verschwand auch der oberste Bereich in den Untergrund.
Als in den 1970er Jahren eine neue Linie der London Underground geplant wurde, war für diese die Bezeichnung Fleet Line vorgesehen. Doch zu Ehren des silbernen Thronjubiläums von Königin Elisabeth II. änderte man 1977 den Namen in Jubilee Line.